# 火影忍者 (動畫)
《火影忍者》（日语：NARUTO -ナルト-）是以在《週刊少年Jump》（集英社）連載的岸本齊史的漫畫《火影忍者》為原作的電視動畫。原作28卷之後的劇情以《火影忍者疾風傳》為標題繼續播放。

## 作品簡介
製作公司為Studio Pierrot。2002年10月3日至2007年2月8日在東京電視台播出。
2002年10月3日開始播出時間為每週四18:30至19:00，從2003年4月2日開始，時段移動到每週三19:27至19:55。（《接替同樣是Jump原作的棋靈王》）。之後2006年10月開始的時段移動到每週四19:30至19:57，是自《風中少女 金髮珍妮》播出到1993年9月為止13年來首次在每週四19:30的時段播出的動畫。
2005年9月9日起，在美國的卡通頻道播出。根據尼爾森NV的調查，9歲到14歲的觀眾收視率為2.3％，作為美國的動畫節目中有著良好的收視率。除了美國之外也在世界各國播出，包括臺灣的華視與緯來綜合台、韓國的Tooniverse、香港的翡翠台。
在原作第一部完結後展開大約85集的原創劇情，進入第2部大約花了一年半的時間（在當時的階段進入原作第二部的劇情，追上原作的可能性很高，在原作的第二部插入原創劇情會有困難）。在動畫的原創劇情往往將重點集中在原作中沒有出現的角色上。其中幾集是作者的構想。
主題曲由日本索尼音樂娛樂的歌手負責演唱。
依據作者的意願任用西尾鐵也擔任角色設計一職，作畫的整體氛圍與《忍空》相同。
2007年2月15日至2017年3月23日為止以《火影忍者疾風傳》作為第2期的標題播出。
NARUTO THE BEST SELECTION
原作漫畫連載20周年紀念以精選集的形式播出。於2019年7月9日開始在東京電視台、大阪電視台、愛知電視台的25時35分～26時05分時段播出中。
火影忍者 傑作選
为纪念火影忍者動畫20周年东京电视台将本作与火影忍者疾风传部分集数以精選集的形式播於2023年7月2日到8月27日期間在東京電視网的6家電視台播出。後續計劃播出4集纪念火影忍者動畫20週年为主题的原创动画之後由於製作原因宣佈延期並改為博人传-火影次世代-傑作選。。。

## 故事劇情
一隻名為九尾妖狐的強大魔獸襲擊了忍者五大國之一的火之國木葉忍者村。為了解決這場災難，木葉忍者村的首領「第四代火影」將九尾妖狐封印在剛出生的兒子漩渦鳴人體內，讓鳴人成為九尾妖狐的祭品之力；鳴人的父親在戰鬥中殉職身亡，而原本已經退休的第三代火影則再次成為木葉忍者村的領導者。鳴人從小就被木葉忍者村的村民們視為破壞村子奪走無數人命的九尾妖狐的化身而無視並排擠他。由於第三代火影禁止任何人提及這起事件，鳴人對於九尾妖狐一無所知，因此鳴人為了得到大家的認同而以成為歷代最強的火影為目標。直到12年後，背叛村子的忍者水木向鳴人透露了真相。隨後鳴人在戰鬥中擊敗了水木，得到他的老師伊魯卡的認同。
不久之後，鳴人終於成為一名忍者，與他視為競爭對手的宇智波佐助以及暗戀的春野櫻一起組成了由上忍旗木卡卡西帶領的第七班。佐助是宇智波一族的倖存者，在小時候，他的哥哥宇智波鼬將除了自己以外的族人全部殺死，自從那時候起佐助就以殺死哥哥為目標；小櫻是喜歡佐助的少女；卡卡西是木葉忍者村第一的高手，人稱「寫輪眼的卡卡西」。鳴人在第七班開始忍者的生涯並執行各式各樣的任務。
第七班在經過數次任務，包括在波之國進行的重大任務之後，卡卡西認同第七班能參加可以晉升到中忍級別並執行困難任務的中忍考試。在考試期間，被通緝的逃亡忍者大蛇丸入侵了木葉忍者村並殺死了第三代火影。傳說的三忍之一的自來也拒絕擔任「第五代火影」的職位，並與鳴人一同尋找了他所推薦適合擔任「第五代火影」的綱手。中間與尋求鋼手治療自己的大蛇丸發生衝突並得知大蛇丸之所以想得到佐助是因為佐助所擁有的寫輪眼的力量。
在尋找綱手的過程中，遇到目的是九尾妖狐的「曉」的成員宇智波鼬與干柿鬼鮫，而鼬是屠殺宇智波一族的兇手，佐助遇到鼬想要為一族復仇不成反被打成重傷。對此感到無力的佐助離開村子而前去找大蛇丸尋求能殺死鼬的力量。在佐助離開村子時小櫻前去處阻止卻被打暈，鋼手從小櫻得知事情經過後派出包含鳴人在內的五名忍者找回佐助，但是鳴人最後還是無法奪回佐助。從此第七班名存實亡，鳴人與小櫻只能被迫與其他班合作完成任務。但鳴人與小櫻還是不放棄佐助。為了能將佐助帶回木葉忍者村，鳴人成為自來也的徒弟，而小櫻則成為綱手的徒弟。
在經歷一連串的任務後，自來也終於同意訓練鳴人。最後鳴人與自來也一起離開木葉忍者村，踏上修行之路。

## 登場角色
此處僅簡單列出部分角色。更多角色請參考上方的角色條目。
漩渦鳴人
宇智波佐助
春野櫻
旗木卡卡西

## 動畫與原作的不同點
- 在第1集中，佐助與小櫻等木葉的新人已經登場（畢業考試的場景）。
- 增加描寫白在遇見再不斬之前的故事。
- 查克拉的顏色不同（原作是黄色，動畫是藍色）。
- 寧次的額頭的咒印形狀不同（原作是卍，動畫是×）。
- 中忍考試的第三場考試預選第2回戰的志乃對薩克的比賽中，插入了薩克在童年時代的回憶場面。在比賽結束時，薩克的手腕沒有被斷掉而是開了一個大洞。
- 增加描寫中忍考試的第三場考試預選第5回戰的天天對手鞠的比賽經過。
- 原作第一部結尾鳴人康復之後，便接受自來也的邀請，踏上修行之旅。動畫則改成只有收為徒弟訓練三年的劇情；鳴人康復後的初次行動則是與自來也和小櫻去探查大蛇丸的巢穴。直到過了一年解決「匠忍者村」任務後，自來也才願意履行承諾，帶鳴人踏上旅程。到這裡動畫第一部才結束。
- 〈卡卡西外傳〉在原作是第一部與第二部之間；動畫版則直接移到疾風傳中後段。

## 各話標題
各話標題有粗體的集數為動畫版原創劇情。
| 放送日         | 話数     | 標題                                                     | 標題 （再放送時）                                        | 腳本                       | 演出                    | 分鏡       | 作畫監督                   | 備註                |
| 波之國篇       | 波之國篇 | 波之國篇                                                 | 波之國篇                                                 | 波之國篇                   | 波之國篇                | 波之國篇   | 波之國篇                   | 波之國篇            |
| -------------- | -------- | -------------------------------------------------------- | -------------------------------------------------------- | -------------------------- | ----------------------- | ---------- | -------------------------- | ------------------- |
| 2002年 10月3日 | 1        | 漩渦鳴人登場                                             | 漩渦鳴人登場                                             | 隅澤克之                   | 伊達勇登                | 伊達勇登   | 風間小太郎                 |                     |
| 10月10日       | 2        | 我是木葉丸                                               | 我是木葉丸                                               | 大和屋曉                   | 久城理音                | 松井仁之   | 大坪幸麿                   |                     |
| 10月17日       | 3        | 宿敵！佐助和小櫻                                         | 宿敵！佐助和小櫻                                         | 西園悟                     | 林有紀                  | 松井仁之   | 金塚泰彦                   |                     |
| 10月24日       | 4        | 考驗！求生的演練                                         | 考驗！求生的演練                                         | 横手美智子                 | 御厨恭輔                | 石山貴明   | 大西貴子 番由紀子 大坂竹志 |                     |
| 10月31日       | 5        | 不及格？卡卡西的結論                                     | 不及格？卡卡西的結論                                     | 横手美智子                 | 浦田保則                | 浦田保則   | 青木真理子                 |                     |
| 11月7日        | 6        | 重要任務！往波之國出發                                   | 重要任務！往波之國出發                                   | 廣平虫                     | 村田雅彥                | 村田雅彥   | 番由紀子                   |                     |
| 11月14日       | 7        | 霧之暗殺者                                               | 霧之暗殺者                                               | 横手美智子                 | 飯村正之                | 松井仁之   | 相坂直紀                   |                     |
| 11月21日       | 8        | 以痛發誓的決心                                           | 以痛發誓的決心                                           | 大和屋曉                   | 久城理音                | 久城理音   | 大坪幸麿                   |                     |
| 11月28日       | 9        | 寫輪眼的卡卡西                                           | 寫輪眼的卡卡西                                           | 西園悟                     | 林有紀                  | 新留俊哉   | 金塚泰彦                   |                     |
| 12月5日        | 9/10     | 査克拉的森林                                             | 査克拉的森林                                             | 隅澤克之                   | 横田和善                | 松井仁之   | 青野厚司                   |                     |
| 12月12日       | 11       | 英雄的國度                                               | 英雄的國度                                               | 大和屋曉                   | 浦田保則                | 浦田保則   | 大西貴子                   |                     |
| 12月19日       | 12       | 橋上的決戰・再不斬再現                                   | 橋上的決戰・再不斬再現                                   | 横手美智子                 | 熊谷雅晃                | 松井仁之   | 番由紀子                   |                     |
| 12月26日       | 13       | 白的秘術・魔鏡冰晶                                       | 白的秘術・魔鏡冰晶                                       | 西園悟                     | 飯村正之                | 川島裕樹   | 相坂直紀                   |                     |
| 2003年 1月9日  | 14       | 意外性第一的鳴人參戰                                     | 意外性第一的鳴人參戰                                     | 西園悟                     | 久城理音                | 松井仁之   | 大坪幸麿                   |                     |
| 1月16日        | 15       | 視線為零的戰鬥・封鎖寫輪眼                               | 視線為零的戰鬥・封鎖寫輪眼                               | 西園悟                     | 林有紀                  | 松井仁之   | 金塚泰彦                   |                     |
| 1月23日        | 16       | 被解放的封印                                             | 被解放的封印                                             | 隅澤克之                   | 熊谷雅晃                | 植田秀仁   | 大西貴子 大坪幸麿          |                     |
| 1月30日        | 17       | 白色的過去・隱藏的回憶                                   | 白色的過去・隱藏的回憶                                   | 横手美智子                 | 都留稔幸                | 都留稔幸   | 鈴木博文 兵渡勝            |                     |
| 2月6日         | 18       | 名為忍者的工具                                           | 名為忍者的工具                                           | 大和屋曉                   | 浦田保則                | 川島裕樹   | 風間小太郎                 |                     |
| 2月13日        | 19       | 在雪中離去的再不斬                                       | 在雪中離去的再不斬                                       | 大和屋曉                   | 都留稔幸                | 都留稔幸   | 鈴木博文 兵渡勝            |                     |
| 中忍考試篇     |          |                                                          |                                                          |                            |                         |            |                            |                     |
| 2月20日        | 20       | 晉級中忍的考試                                           | 晉級中忍的考試                                           | 廣平虫                     | 熨斗谷充孝              | 入好悟     | 津田昭宏                   |                     |
| 2月27日        | 21       | 報上名來！現身的強敵們！                                 | 報上名來！現身的強敵們！                                 | 隅澤克之                   | 浅見松雄                | 康村諒     | 小菅和久                   |                     |
| 3月6日         | 22       | 氣勢120％！赤手空拳的挑戰                                | 氣勢120％！赤手空拳的挑戰                                | 大和屋曉                   | 久城理音                | 松井仁之   | 大坪幸麿                   |                     |
| 3月13日        | 23       | 踢掉對手！九位新人全員到齊                               | 踢掉對手！九位新人全員到齊                               | 横手美智子                 | 林有紀                  | 新留俊哉   | 金塚泰彦                   |                     |
| 3月20日        | 24       | 馬上開始淘汰？超難的第一場考試                           | 馬上開始淘汰？超難的第一場考試                           | 西園悟                     | 伊藤真朱                | 伊藤真朱   | 大西貴子                   |                     |
| 3月27日        | 25       | 決定生死的第十題                                         | 決定生死的第十題                                         | 廣平虫                     | 熊谷雅晃                | 島津聰行   | 番由紀子                   |                     |
| 4月2日         | 26       | 進入死亡森林前的報導！木葉的學年刊物！                   | 進入死亡森林前的報導！木葉的學年刊物！                   | 隅澤克之                   | 伊達勇登                | 伊達勇登   | 岡崎洋美                   | [ 注 2 ] [ 注 3 ]   |
| 4月2日         | 27       | 第二場考試開始！四周圍全都是敵人！                       | 第二場考試開始！四周圍全都是敵人！                       | 大和屋曉                   | 熨斗谷充孝              | 康村諒     | 津田昭宏                   | [ 注 2 ] [ 注 3 ]   |
| 4月9日         | 28       | 是吃還是被吃！被蛇吞掉的鳴人                             | 是吃還是被吃！被蛇吞掉的鳴人                             | 西園悟                     | 村田雅彥                | 村田雅彥   | 兵渡勝                     |                     |
| 4月16日        | 29       | 鳴人的反擊！有膽就不要逃！                               | 鳴人的反擊！有膽就不要逃！                               | 横手美智子                 | 佐土原武之              | 松井仁之   | CHOL JONG KI               |                     |
| 4月23日        | 30       | 甦醒吧！寫輪眼！必殺・火遁龍火之術                       | 甦醒吧！寫輪眼！必殺・火遁龍火之術                       | 廣平虫                     | 若林厚史                | 若林厚史   | 若林厚史                   |                     |
| 4月30日        | 31       | 濃眉小子的真情！到死我都會保護妳！                       | 濃眉小子的真情！到死我都會保護妳！                       | 西園悟                     | 木村寛                  | 三宅雄一郎 | 小菅和久                   |                     |
| 5月7日         | 32       | 櫻花開了！決心的背影                                     | 櫻花開了！決心的背影                                     | 横手美智子                 | 村田雅彥                | 村田雅彥   | 番由紀子                   |                     |
| 5月14日        | 33       | 無敵的陣容！豬鹿蝶                                       | 無敵的陣容！豬鹿蝶                                       | 隅澤克之                   | 久城理音                | 久城理音   | 大坪幸麿                   |                     |
| 5月21日        | 34       | 受到驚嚇的赤丸！我愛羅的驚異實力                         | 受到驚嚇的赤丸！我愛羅的驚異實力                         | 大和屋曉                   | 熨斗谷充孝              | 南康宏     | 津田昭宏                   |                     |
| 5月28日        | 35       | 嚴禁偷看！卷軸的秘密！                                   | 嚴禁偷看！卷軸的秘密！                                   | 廣平虫                     | 熊谷雅晃                | 植田秀仁   | 金塚泰彦                   |                     |
| 6月4日         | 36       | 分身對決！我才是主角喔                                   | 分身對決！我才是主角喔                                   | 廣平虫                     | 林有紀                  | 林有紀     | 岡崎洋美                   |                     |
| 6月11日        | 37       | 通過第二場考試！氣勢如宏的九位新人                       | 通過第二場考試！氣勢如宏的九位新人                       | 大和屋曉                   | 佐土原武之              | 松井仁之   | Choi Jong Gi               |                     |
| 6月18日        | 38       | 半數淘汰！突然就考試了喔                                 | 半數淘汰！突然就考試了喔                                 | 西園悟                     | 伊達勇登                | 松井仁之   | 兵渡勝                     |                     |
| 7月2日         | 39       | 濃眉小子吃醋了！"獅子連彈"誕生                           | 濃眉小子吃醋了！"獅子連彈"誕生                           | 大和屋曉                   | 木村寛                  | 康村諒     | 小菅和久                   |                     |
| 7月9日         | 40       | 一觸即發！卡卡西對大蛇丸                                 | 一觸即發！卡卡西對大蛇丸                                 | 廣平虫                     | 久城理音                | 久城理音   | 大坪幸麿                   |                     |
| 7月16日        | 41       | 死對頭的衝突！少女的心是認真的                           | 死對頭的衝突！少女的心是認真的                           | 横手美智子                 | 熨斗谷充孝              | 南康宏     | 津田昭宏                   |                     |
| 7月23日        | 42       | 最佳的戰鬥就得這樣才行                                   | 最佳的戰鬥就得這樣才行                                   | 横手美智子                 | 村田雅彥                | 村田雅彥   | 番由紀子                   |                     |
| 7月30日        | 43       | 退縮的鹿丸！女忍者們的熱戰                               | 退縮的鹿丸！女忍者們的熱戰                               | 隅澤克之                   | 林有紀                  | 林有紀     | 金塚泰彦                   |                     |
| 8月6日         | 44       | 赤丸參戰！誰才是喪家犬                                   | 赤丸參戰！誰才是喪家犬                                   | 水越保                     | 熊谷雅晃                | 松井仁之   | 岡崎洋美                   |                     |
| 8月13日        | 45       | 雛田臉紅！觀眾目瞪口呆,鳴人的絕招                        | 雛田臉紅！觀眾目瞪口呆,鳴人的絕招                        | 大和屋曉                   | 佐土原武之              | 佐土原武之 | Choi Jong Gi               |                     |
| 8月20日        | 46       | 白眼開眼！內向的雛田的大膽決心！                         | 白眼開眼！內向的雛田的大膽決心！                         | 大和屋曉                   | 久城理音                | 久城理音   | 大坪幸麿                   |                     |
| 8月27日        | 47       | 在心上人的面前                                           | 在心上人的面前                                           | 大和屋曉                   | 木村寛                  | 康村諒     | 小菅和久                   |                     |
| 9月3日         | 48       | 我愛羅粉碎！年輕！力量！爆發力！                         | 我愛羅粉碎！年輕！力量！爆發力！                         | 西園悟                     | 都留稔幸                | 都留稔幸   | 鈴木博文                   |                     |
| 9月10日        | 49       | 熱血急轉直下！終於炸裂的禁止的奧義！                     | 熱血急轉直下！終於炸裂的禁止的奧義！                     | 西園悟                     | 伊達勇登                | 中村憲由   | 金塚泰彦                   |                     |
| 9月17日        | 50       | 嗚呼小李！這樣才是男子漢                                 | 嗚呼小李！這樣才是男子漢                                 | 西園悟                     | 熨斗谷充孝              | 熨斗谷充孝 | 吉田秀之                   |                     |
| 9月24日        | 51       | 在暗處蠢動的黑影！佐助面臨的危機！                       | 在暗處蠢動的黑影！佐助面臨的危機！                       | 廣平虫                     | 林有紀                  | 林有紀     | 岡崎洋美                   |                     |
| 10月1日        | 52       | 惠比斯再現！寡廉鮮恥我可饒不了哦                         | 惠比斯再現！寡廉鮮恥我可饒不了哦                         | 大和屋曉                   | 久城理音                | 久城理音   | 大坪幸麿                   |                     |
| 毀滅木葉行動篇 |          |                                                          |                                                          |                            |                         |            |                            |                     |
| 10月8日        | 53       | 唉呀好久不見！好色仙人登場！                             | 唉呀好久不見！好色仙人登場！                             | 横手美智子                 | 宮原秀二                | 一白早馬   | 松島晃                     |                     |
| 10月15日       | 54       | 好色仙人直傳的通靈之術！                                 | 好色仙人直傳的通靈之術！                                 | 隅澤克之                   | 川口敬一郎              | 一白早馬   | Choi Jong Gi               |                     |
| 10月22日       | 55       | 難過的回憶！代表願望的一朵花                             | 難過的回憶！代表願望的一朵花                             | 西園悟                     | 木村寛                  | 康村諒     | 小菅和久                   |                     |
| 10月29日       | 56       | 必須賭上性命的修練                                       | 必須賭上性命的修練                                       | 大和屋曉                   | 熊谷雅晃                | 新留俊哉   | 櫻井親良                   |                     |
| 11月5日        | 57       | 四處亂竄的蟾蜍老大登場                                   | 四處亂竄的蟾蜍老大登場                                   | 西園悟                     | 伊達勇登 照井綾子(助手) | 中村憲由   | 金塚泰彦                   |                     |
| 11月12日       | 58       | 病房裡的魔掌                                             | 病房裡的魔掌                                             | 廣平虫                     | 久城理音                | 久城理音   | 大坪幸麿                   |                     |
| 11月19日       | 59       | 猛烈地衝刺！正式比賽開始了                               | 猛烈地衝刺！正式比賽開始了                               | 宮田由佳                   | 熨斗谷充孝              | 熨斗谷充孝 | 吉田秀之                   |                     |
| 11月26日       | 60       | 白眼對影分身！我絕對會贏                                 | 白眼對影分身！我絕對會贏                                 | 横手美智子                 | 林有紀                  | 佐藤真二   | 田頭真理恵 田中千幸        |                     |
| 12月3日        | 61       | 毫無死角！另一種絕對防禦                                 | 毫無死角！另一種絕對防禦                                 | 大和屋曉                   | 宮原秀二                | 一白早馬   | 松島晃                     |                     |
| 12月10日       | 62       | 吊車尾的潛力                                             | 吊車尾的潛力                                             | 大和屋曉                   | 新留俊哉                | 新留俊哉   | 岡崎洋美                   |                     |
| 12月17日       | 63       | 正式選拔中的混亂                                         | 正式選拔中的混亂                                         | 西園悟                     | 木村寛                  | 康村諒     | 小菅和久                   |                     |
| 12月24日       | 64       | 真羨慕白雲！沒有幹勁的男人                               | 真羨慕白雲！沒有幹勁的男人                               | 横手美智子                 | 久城理音                | 新留俊哉   | 大坪幸麿                   |                     |
| 2004年 1月7日  | 65       | 木葉之舞與砂暴衝擊的瞬間                                 | 木葉之舞與砂暴衝擊的瞬間                                 | 廣平虫                     | 松本佳久                | 佐藤真二   | Choi Jong Gi               |                     |
| 1月14日        | 66       | 呼喚暴風雨的人！佐助的濃眉小子流體術                     | 呼喚暴風雨的人！佐助的濃眉小子流體術                     | 大和屋曉                   | 伊達勇登                | 松井仁之   | 金塚泰彦                   | [ 注 4 ]            |
| 1月14日        | 67       | 這不是我的身手慢！究極奧義・千鳥誕生！                   | 這不是我的身手慢！究極奧義・千鳥誕生！                   | 大和屋曉                   | 熨斗谷充孝              | 佐藤真二   | 吉田秀之                   | [ 注 4 ]            |
| 1月28日        | 68       | 啟動毀滅木葉計劃                                         | 啟動毀滅木葉計劃                                         | 西園悟                     | 熊谷雅晃                | 松井仁之   | 櫻井親良                   |                     |
| 2月4日         | 69       | 期待已久的Ａ級任務！                                     | 期待已久的Ａ級任務！                                     | 廣平虫                     | 宮原秀二                | 新留俊哉   | 松島晃                     |                     |
| 2月11日        | 70       | 逃跑第一！怕麻煩還是得面對！                             | 逃跑第一！怕麻煩還是得面對！                             | 横手美智子                 | 久城理音                | 久城理音   | 大坪幸麿                   |                     |
| 2月18日        | 71       | 古今無雙！火影級的戰鬥                                   | 古今無雙！火影級的戰鬥                                   | 大和屋曉                   | 若林厚史                | 若林厚史   | 若林厚史                   |                     |
| 2月25日        | 72       | 火影的過錯！假面下的素顏                                 | 火影的過錯！假面下的素顏                                 | 廣平虫                     | 木村寛                  | 康村諒     | 小菅和久                   |                     |
| 3月3日         | 73       | 禁術奧義！「屍鬼封盡」                                   | 禁術奧義！「屍鬼封盡」                                   | 横手美智子 宮田由佳        | 林有紀                  | 林有紀     | 金塚泰彦                   |                     |
| 3月10日        | 74       | 驚愕！我愛羅的真面目                                     | 驚愕！我愛羅的真面目                                     | 西園悟                     | 新留俊哉                | 新留俊哉   | 兵渡勝                     |                     |
| 3月17日        | 75       | 超越極限…佐助的決斷！！                                  | 超越極限…佐助的決斷！！                                  | 大和屋曉                   | 熨斗谷充孝              | 新留俊哉   | 吉田秀之                   |                     |
| 3月24日        | 76       | 月夜的暗殺者                                             | 月夜的暗殺者                                             | 大和屋曉                   | 久城理音                | 網野哲郎   | 大坪幸麿                   |                     |
| 3月31日        | 77       | 光與黑暗 我愛羅的名字                                    | 光與黑暗 我愛羅的名字                                    | 廣平虫                     | 宮原秀二                | 新留俊哉   | 松島晃                     |                     |
| 4月7日         | 78       | 爆發！這就是鳴人的忍法帖！                               | 爆發！這就是鳴人的忍法帖！                               | 西園悟                     | 熊谷雅晃                | 熊谷雅晃   | 岡崎洋美                   |                     |
| 4月14日        | 79       | 光與黑暗的交會                                           | 光與黑暗的交會                                           | 西園悟                     | 木村寛                  | 康村諒     | 斉藤和也                   |                     |
| 4月21日        | 80       | 第三代火影，永別了                                       | 第三代火影，永別了                                       | 大和屋曉                   | 清水明                  | 小柴純弥   | 櫻井親良                   |                     |
| 綱手搜索篇     |          |                                                          |                                                          |                            |                         |            |                            |                     |
| 4月28日        | 81       | 晨霧中的歸鄉                                             | 晨霧中的歸鄉                                             | 廣平虫                     | 林有紀                  | 林有紀     | 金塚泰彦                   |                     |
| 5月5日         | 82       | 寫輪眼對寫輪眼                                           | 第四代的遺産                                             | 宮田由佳                   | 久城理音                | 新留俊哉   | 大坪幸麿                   |                     |
| 5月12日        | 83       | 噢～NO！自來也的桃花劫，鳴人的浩劫                       | 第四代的遺産                                             | 横手美智子                 | 榎本守                  | 網野哲郎   | 吉田秀之                   |                     |
| 5月12日        | 83       | 噢～NO！自來也的桃花劫，鳴人的浩劫                       | 不請自來的訪問者                                         | 横手美智子                 | 榎本守                  | 網野哲郎   | 吉田秀之                   |                     |
| 5月19日        | 84       | 千鳥的吼叫・佐助的吶喊！                                 | 西園悟                                                   | 松本剛                     | 小柴純弥                | 松島晃     |                            |                     |
| 5月26日        | 85       | 愚蠢的弟弟呀！恨我怨我吧                                 | 愚蠢的弟弟呀！恨我怨我吧                                 | 大和屋曉                   | 村田雅彥                | 村田雅彥   | 岡崎洋美                   |                     |
| 6月2日         | 86       | 修練開始！我絕對會成為最強的忍者！                       | 修練開始！我絕對會成為最強的忍者！                       | 廣平虫                     | 新留俊哉                | 新留俊哉   | 兵渡勝                     |                     |
| 6月9日         | 87       | 毅力！弄破水球                                           | 毅力！弄破水球                                           | 横手美智子                 | 木村寛                  | 康村諒     | 山本正文                   |                     |
| 6月16日        | 88       | 木葉標幟與護額                                           | 木葉標幟與護額                                           | 西園悟                     | 久城理音                | 一白早馬   | 大坪幸麿                   |                     |
| 6月23日        | 89       | 波紋                                                     | 波紋                                                     | 大和屋曉                   | 熊谷雅晃                | 網野哲郎   | 金塚泰彦                   |                     |
| 7月7日         | 90       | 憤怒爆發！不可原諒！                                     | 憤怒爆發！不可原諒！                                     | 大和屋曉                   | 松本剛                  | 佐藤真二   | 松島晃                     |                     |
| 7月14日        | 91       | 第一代火影的遺物——召喚死亡的手飾                         | 第一代火影的遺物——召喚死亡的手飾                         | 廣平虫                     | 熨斗谷充孝              | 小柴純弥   | 吉田秀之                   |                     |
| 7月21日        | 92       | 綱手的回答是YES還是NO？                                  | 綱手的回答是YES還是NO？                                  | 横手美智子                 | 村田雅彥                | 村田雅彥   | 櫻井親良                   |                     |
| 7月28日        | 93       | 交涉決裂                                                 | 交涉決裂                                                 | 西園悟                     | 新留俊哉                | 新留俊哉   | 兵渡勝                     |                     |
| 8月4日         | 94       | 看我憤怒的螺旋丸                                         | 看我憤怒的螺旋丸                                         | 大和屋曉                   | 林有紀                  | 一白早馬   | 金塚泰彦                   |                     |
| 8月11日        | 95       | 第五代火影！賭上性命的戰鬥                               | 第五代火影！賭上性命的戰鬥                               | 隅澤克之                   | 小高義規                | 康村諒     | 山本正文                   | [ 注 6 ]            |
| 8月11日        | 96       | 三忍間的攻防                                             | 三忍間的攻防                                             | 隅澤克之                   | 松本剛                  | 新留俊哉   | 松島晃                     | [ 注 6 ]            |
| 8月18日        | 97       | 鳴人的溫泉之旅                                           | 鳴人的溫泉之旅                                           | 西園悟                     | 熊谷雅晃                | 小柴純弥   | 番由紀子                   |                     |
| 8月25日        | 98       | 綱手的通告，放棄當忍者吧                                 | 綱手的通告，放棄當忍者吧                                 | 横手美智子                 | 佐藤真二                | 佐藤真二   | 岡崎洋美                   |                     |
| 9月1日         | 99       | 繼承火的意志的人                                         | 繼承火的意志的人                                         | 横手美智子                 | 熨斗谷充孝              | 新留俊哉   | 吉田秀之                   |                     |
| 9月8日         | 100      | 熱血師弟的牽絆～男子漢貫徹忍道的時候～                   | 熱血師弟的牽絆～男子漢貫徹忍道的時候～                   | 横手美智子                 | 久城理音                | 新留俊哉   | 大坪幸麿                   |                     |
| 9月15日        | 101      | 超想看看!卡卡西老師的真面目                              | 超想看看!卡卡西老師的真面目                              | 大和屋曉                   | 村田雅彥                | 村田雅彥   | 櫻井親良                   |                     |
| 9月22日        | 102      | 全新任務!拯救情義人情與茶之國                            | 全新任務!拯救情義人情與茶之國                            | 大和屋曉 隅澤克之          | 松本剛                  | 新留俊哉   | 松島晃                     |                     |
| 9月29日        | 103      | 鳴人擊沈!?埋藏陰謀的大海原                               | 鳴人擊沈!?埋藏陰謀的大海原                               | 横手美智子 西園悟 隅澤克之 | 小高義規                | 康村諒     | 山本正文                   |                     |
| 10月13日       | 104      | 跑吧伊馱天！呼喚暴風雨的那基島                           | 跑吧伊馱天！呼喚暴風雨的那基島                           | 隅澤克之 大和屋曉 廣平虫   | 林有紀                  | 林有紀     | 朝井聖子 金塚泰彦          |                     |
| 10月20日       | 105      | 終點前的雷聲隆隆大激鬥！                                 | 終點前的雷聲隆隆大激鬥！                                 | 大和屋曉 西園悟 隅澤克之   | 熊谷雅晃                | 熊谷雅晃   | 金塚泰彦 岡崎洋美          |                     |
| 10月27日       | 106      | 到得了嗎? 伊馱天！執著的最後衝刺                         | 到得了嗎? 伊馱天！執著的最後衝刺                         | 隅澤克之                   | 熨斗谷充孝              | 一白早馬   | 吉田秀之                   |                     |
| 佐助奪還篇     |          |                                                          |                                                          |                            |                         |            |                            |                     |
| 11月3日        | 107      | 我想和你戰鬥！終於起衝突，佐助對鳴人                     | 我想和你戰鬥！終於起衝突，佐助對鳴人                     | 隅澤克之                   | 新留俊哉                | 新留俊哉   | 兵渡勝                     |                     |
| 11月10日       | 108      | 看不見的裂痕                                             | 看不見的裂痕                                             | 大和屋曉                   | 松本剛                  | 一白早馬   | 松島晃                     |                     |
| 11月17日       | 109      | 音之忍者的邀約                                           | 音之忍者的邀約                                           | 横手美智子                 | 佐藤真二                | 佐藤真二   | 番由紀子                   |                     |
| 11月24日       | 110      | 結成鐵壁的陣式！                                         | 結成鐵壁的陣式！                                         | 廣平虫                     | 村田雅彥                | 村田雅彥   | 櫻井親良                   | [ 注 7 ]            |
| 11月24日       | 111      | 接觸～音之忍者四人組的實力～                             | 接觸～音之忍者四人組的實力～                             | 廣平虫                     | 小高義規                | 康村諒     | 山本正文                   | [ 注 7 ]            |
| 12月1日        | 112      | 突然起內鬨！？鹿丸小隊大危機                             | 突然起內鬨！？鹿丸小隊大危機                             | 大和屋曉                   | 林有紀                  | 林有紀     | 金塚泰彦                   |                     |
| 12月8日        | 113      | 力量全開！燃燒的丁次                                     | 力量全開！燃燒的丁次                                     | 西園悟                     | 清水明                  | 新留俊哉   | 吉田秀之                   |                     |
| 12月15日       | 114      | 再見了朋友！即使如此還是相信你                           | 再見了朋友！即使如此還是相信你                           | 西園悟                     | 熊谷雅晃                | 新留俊哉   | 岡崎洋美                   |                     |
| 12月22日       | 115      | 你的對手就是我了！                                       | 你的對手就是我了！                                       | 横手美智子                 | 松本剛                  | 一白早馬   | 橋本英樹                   |                     |
| 2005年 1月5日  | 116      | 視線360度！白眼的死角                                    | 視線360度！白眼的死角                                    | 廣平虫                     | 佐藤真二                | 佐藤真二   | 番由紀子                   | [ 注 8 ]            |
| 2005年 1月5日  | 117      | 不能輸的理由                                             | 不能輸的理由                                             | 大和屋曉                   | 新留俊哉                | 新留俊哉   | 兵渡勝                     | [ 注 8 ]            |
| 1月12日        | 118      | 奪回已來不及用的容器                                     | 奪回已來不及用的容器                                     | 隅澤克之                   | 林有紀                  | 康村諒     | 金塚泰彦                   |                     |
| 1月19日        | 119      | 失策！新的敵人                                           | 失策！新的敵人                                           | 隅澤克之                   | 清水明                  | 一白早馬   | 吉田秀之                   |                     |
| 2月2日         | 120      | 吶喊！吼叫吧！極致的標籤                                 | 吶喊！吼叫吧！極致的標籤                                 | 隅澤克之                   | 村田雅彥                | 村田雅彥   | 櫻井親良                   |                     |
| 2月9日         | 121      | 各自的戰鬥                                               | 各自的戰鬥                                               | 大和屋曉                   | 松本剛                  | 一白早馬   | 橋本英樹                   |                     |
| 2月16日        | 122      | 假動作！男子漢鹿丸 起死回生的賭注                        | 假動作！男子漢鹿丸 起死回生的賭注                        | 横手美智子                 | 清水明                  | 松井仁之   | 岡崎洋美                   |                     |
| 2月23日        | 123      | 木葉的蒼藍野獸拜見了！                                   | 木葉的蒼藍野獸拜見了！                                   | 廣平虫                     | 熊谷雅晃                | 熊谷雅晃   | 金塚泰彦                   |                     |
| 3月2日         | 124      | 野獸炸裂！跳吧飛吧向前衝吧！                             | 野獸炸裂！跳吧飛吧向前衝吧！                             | 西園悟                     | 佐藤真二                | 新留俊哉   | 番由紀子                   |                     |
| 3月9日         | 125      | 木葉同盟國 砂之忍者                                      | 木葉同盟國 砂之忍者                                      | 大和屋曉                   | 林有紀                  | 松井仁之   | 吉田秀之                   |                     |
| 3月16日        | 126      | 最強對決！我愛羅對君麻呂！!                              | 最強對決！我愛羅對君麻呂！!                              | 隅澤克之                   | 新留俊哉                | 新留俊哉   | 兵渡勝                     |                     |
| 3月30日        | 127      | 最後的一擊！早蕨之舞                                     | 最後的一擊！早蕨之舞                                     | 隅澤克之                   | 影山楙倫                | 影山楙倫   | Yang Kwang Seok            | [ 注 9 ]            |
| 3月30日        | 128      | 聽不到的吶喊                                             | 聽不到的吶喊                                             | 隅澤克之                   | 松本剛                  | 松本剛     | 外崎春雄                   | [ 注 9 ]            |
| 4月6日         | 129      | 兄與弟 太遙遠的存在                                      | 兄與弟 太遙遠的存在                                      | 隅澤克之                   | 村田雅彥                | 村田雅彥   | 櫻井親良 朝井聖子          |                     |
| 4月13日        | 130      | 父與子 出現裂痕的家紋                                    | 父與子 出現裂痕的家紋                                    | 隅澤克之                   | 清水明                  | 新留俊哉   | 岡崎洋美                   |                     |
| 4月20日        | 131      | 開眼 萬花筒寫輪眼的秘密                                  | 開眼 萬花筒寫輪眼的秘密                                  | 隅澤克之                   | 熊谷雅晃                | 新留俊哉   | 金塚泰彦                   |                     |
| 4月27日        | 132      | 朋友                                                     | 朋友                                                     | 隅澤克之                   | 佐藤真二                | 佐藤真二   | 番由紀子                   |                     |
| 5月4日         | 133      | 淚眼的咆哮！你是我的朋友                                 | 淚眼的咆哮！你是我的朋友                                 | 隅澤克之                   | 若林厚史                | 若林厚史   | 若林厚史                   |                     |
| 5月11日        | 134      | 淚雨的結局                                               | 淚雨的結局                                               | 隅澤克之                   | 本多康之                | 佐藤真二   | 尾形健一郎                 |                     |
| 5月18日        | 135      | 無法實現的約定                                           | 無法實現的約定                                           | 隅澤克之                   | 新留俊哉                | 新留俊哉   | 兵渡勝                     | [ 注 10 ]           |
| 原創篇1        |          |                                                          |                                                          |                            |                         |            |                            |                     |
| 5月25日        | 136      | 潛入搜查！終於接到的超Ｓ級任務                           | 潛入搜查！終於接到的超Ｓ級任務                           | 武上純希                   | 影山楙倫                | 影山楙倫   | Yang Kwang Seok            |                     |
| 6月1日         | 137      | 無法者的城市 風馬一族的身影                              | 無法者的城市 風馬一族的身影                              | 武上純希                   | 林有紀                  | 佐藤真二   | 金塚泰彦                   |                     |
| 6月8日         | 138      | 純潔的背叛 靠不住的請求                                  | 純潔的背叛 靠不住的請求                                  | 武上純希                   | 熊谷雅晃                | 新留俊哉   | 岡崎洋美                   |                     |
| 6月15日        | 139      | 恐怖！大蛇丸的宅第                                       | 恐怖！大蛇丸的宅第                                       | 武上純希                   | 村田雅彥                | 村田雅彥   | 朝井聖子                   |                     |
| 6月22日        | 140      | 兩個鼓動 兜的陷阱                                        | 兩個鼓動 兜的陷阱                                        | 武上純希                   | 本多康之                | 黒津安明   | 尾形健一郎                 |                     |
| 6月29日        | 141      | 小櫻的決心                                               | 小櫻的決心                                               | 武上純希                   | 佐藤真二                | 佐藤真二   | 番由紀子                   |                     |
| 7月6日         | 142      | 嚴懲設施的三惡人                                         | 嚴懲設施的三惡人                                         | 廣平虫                     | 影山楙倫                | 影山楙倫   | Yang Kwang Seoch           |                     |
| 7月13日        | 143      | 跑吧豚豚！現在只能靠你的鼻子了                           | 跑吧豚豚！現在只能靠你的鼻子了                           | 廣平虫                     | 林有紀                  | 新留俊哉   | 金塚泰彦                   |                     |
| 7月20日        | 144      | 新生三人一組 兩人與一隻！                                | 新生三人一組 兩人與一隻！                                | 廣平虫                     | 熊谷雅晃                | 熊谷雅晃   | 岡崎洋美                   |                     |
| 7月27日        | 145      | 新陣仗炸裂！豬鹿蝶                                       | 新陣仗炸裂！豬鹿蝶                                       | 廣平虫                     | 剛田隼人                | 新留俊哉   | 尾形健一郎                 |                     |
| 8月10日        | 146      | 遺留下的野心 大蛇丸的影子                                | 遺留下的野心 大蛇丸的影子                                | 宮田由佳                   | 村田雅彥                | 村田雅彥   | 朝井聖子                   |                     |
| 8月17日        | 147      | 因緣的對決！你是打敗不了我的                             | 因緣的對決！你是打敗不了我的                             | 宮田由佳                   | 松本剛                  | 百之飛礫   | 番由紀子                   | [ 注 11 ]           |
| 8月17日        | 148      | 連赤丸也嫉妒的超追蹤力！尋找夢幻的微香蟲                 | 連赤丸也嫉妒的超追蹤力！尋找夢幻的微香蟲                 | 西園悟                     | 田中千幸                | 田中千幸   | 金塚泰彦                   | [ 注 11 ]           |
| 8月24日        | 149      | 有哪裡不一樣！？看起來還不都一樣是蟲                     | 有哪裡不一樣！？看起來還不都一樣是蟲                     | 西園悟                     | 影山楙倫                | 影山楙倫   | Kim Jim Goo                |                     |
| 8月31日        | 150      | 欺騙，變身，被騙！壯烈的蟲蟲大戰                         | 欺騙，變身，被騙！壯烈的蟲蟲大戰                         | 西園悟                     | 新留俊哉                | 新留俊哉   | 兵渡勝                     |                     |
| 9月14日        | 151      | 燒燃吧，白眼！這就是我的忍道                             | 燒燃吧，白眼！這就是我的忍道                             | 西園悟                     | 都留稔幸                | 都留稔幸   | 鈴木博文                   |                     |
| 9月21日        | 152      | 給生者的葬送曲                                           | 給生者的葬送曲                                           | 鈴木康之                   | 剛田隼人                | 佐藤真二   | 尾形健一郎                 |                     |
| 9月28日        | 153      | 傳達到心裡的！愛的鐵拳                                   | 傳達到心裡的！愛的鐵拳                                   | 武上純希                   | 熊谷雅晃                | 百之飛礫   | 岡崎洋美                   |                     |
| 10月5日        | 154      | 白眼的天敵                                               | 白眼的天敵                                               | 鈴木康之                   | 林有紀                  | 新留俊哉   | ウクレレ善似郎             |                     |
| 10月12日       | 155      | 悄悄靠近的黑雲                                           | 悄悄靠近的黑雲                                           | 武上純希                   | 影山楙倫                | 影山楙倫   | Jim Jin Goo Eum lk Hyoun   |                     |
| 10月19日       | 156      | 逆襲的雷牙                                               | 逆襲的雷牙                                               | 鈴木康之                   | 剛田隼人                | 佐藤真二   | ウクレレ善似郎             |                     |
| 10月26日       | 157      | 跑吧！！！生命的咖哩                                     | 跑吧！！！生命的咖哩                                     | 武上純希                   | 村田雅彥                | 村田雅彥   | 朝井聖子                   |                     |
| 11月2日        | 158      | 大家跟著我來！汗水與淚水的塔可拉米野外求生               | 大家跟著我來！汗水與淚水的塔可拉米野外求生               | 廣平虫                     | 松本剛                  | 新留俊哉   | 岡野秀彦 津熊健徳          |                     |
| 11月9日        | 159      | 是敵是友！？荒野的獎金獵人                               | 是敵是友！？荒野的獎金獵人                               | 鈴木康之                   | 熊谷雅晃                | 百之飛礫   | 岡崎洋美                   |                     |
| 11月16日       | 160      | 抓或是被抓！？御可寺的決鬥                               | 抓或是被抓！？御可寺的決鬥                               | 鈴木康之                   | 林有紀                  | 新留俊哉   | ウクレレ善似郎             |                     |
| 原創篇2        |          |                                                          |                                                          |                            |                         |            |                            |                     |
| 11月23日       | 161      | 稀客登場！蒼藍的野獸？猛獸…珍獸？                        | 稀客登場！蒼藍的野獸？猛獸…珍獸？                        | 鈴木康之                   | 剛田隼人                | 新留俊哉   | 津田昭宏 斎藤新明          |                     |
| 11月30日       | 162      | 白色的詛咒武士                                           | 白色的詛咒武士                                           | 武上純希                   | 福田皖                  | 影山楙倫   | Kim Jin Goo Eum lk Hyoun   |                     |
| 12月7日        | 163      | 策士・紅明的困惑                                         | 策士・紅明的困惑                                         | 武上純希                   | 菅井嘉浩                | 百之飛礫   | 森田實                     |                     |
| 12月14日       | 164      | 遲來的救兵                                               | 遲來的救兵                                               | 武上純希                   | 松本剛                  | 佐藤真二   | 岡野秀彦 津熊健徳          |                     |
| 12月21日       | 165      | 鳴人將死                                                 | 鳴人將死                                                 | 武上純希                   | 熊谷雅晃                | 新留俊哉   | 岡崎洋美                   |                     |
| 2006年 1月4日  | 166      | 靜止的時間                                               | 靜止的時間                                               | 武上純希                   | 西村大樹                | 小林一三   | Kim Bae Hoon               | [ 注 12 ]           |
| 2006年 1月4日  | 167      | 白鷺展翅飛翔時                                           | 白鷺展翅飛翔時                                           | 武上純希                   | 剛田隼人                | 百之飛礫   | ウクレレ善似郎             | [ 注 12 ]           |
| 1月18日        | 168      | 燃燒吧水桶腰！搓揉拉長再煮熟吧！                         | 燃燒吧水桶腰！搓揉拉長再煮熟吧！                         | 西園悟                     | 福田皖                  | 影山楙倫   | Kim Jin Goo Eum lk Hyoun   |                     |
| 1月25日        | 169      | 記憶 空白的那一頁                                        | 記憶 空白的那一頁                                        | 宮田由佳                   | 新留俊哉                | 新留俊哉   | 兵渡勝                     |                     |
| 2月1日         | 170      | 衝擊 被封閉的門扉                                        | 衝擊 被封閉的門扉                                        | 宮田由佳                   | 武山篤                  | 武山篤     | 森田實                     |                     |
| 2月8日         | 171      | 潛入 已設計好的陷阱                                      | 潛入 已設計好的陷阱                                      | 宮田由佳                   | 木下勇喜                | 百之飛礫   | 金塚泰彦                   |                     |
| 2月15日        | 172      | 絕望 被撕裂的心                                          | 絕望 被撕裂的心                                          | 宮田由佳 武上純希          | 西村大樹                | 小林一三   | Kim Sang Yeob              |                     |
| 2月22日        | 173      | 海戰 被解放的力量                                        | 海戰 被解放的力量                                        | 宮田由佳 武上純希          | 熊谷雅晃                | 新留俊哉   | 岡崎洋美                   |                     |
| 3月1日         | 174      | 不可能的喲！完美的忍法・錢遁之術                         | 不可能的喲！完美的忍法・錢遁之術                         | 廣平虫                     | 松本剛                  | 松本剛     | ウクレレ善似郎 岡野秀彦    |                     |
| 3月8日         | 175      | 就挖這裡汪汪！尋找埋藏的寶藏                             | 就挖這裡汪汪！尋找埋藏的寶藏                             | 西園悟                     | 福田皖                  | 影山楙倫   | Eum lk Hyun Kim Seong Beum |                     |
| 3月15日        | 176      | 快跑，亂跑，迂迴跑！追蹤，被追，搞混了                   | 快跑，亂跑，迂迴跑！追蹤，被追，搞混了                   | 西園悟                     | 剛田隼人                | 佐藤真二   | 田中千幸                   |                     |
| 3月22日        | 177      | OH！？ PLEASE Mr. POSTMAN                                | OH！？ PLEASE Mr. POSTMAN                                | 鈴木康之                   | 木村寛                  | 木村寛     | 森田實                     |                     |
| 3月29日        | 178      | 邂逅 擁有「星星」之名的少年                              | 邂逅 擁有「星星」之名的少年                              | 武上純希                   | 濁川敦                  | 奥田誠治   | KIM SANG YEOP              |                     |
| 4月5日         | 179      | 夏日星 回憶中的搖籃曲                                    | 夏日星 回憶中的搖籃曲                                    | 武上純希                   | 熊谷雅晃                | 新留俊哉   | 金塚泰彦                   |                     |
| 4月12日        | 180      | 秘術 孔雀妙法的代價                                      | 秘術 孔雀妙法的代價                                      | 武上純希                   | 新留俊哉                | 新留俊哉   | 兵渡勝                     |                     |
| 4月19日        | 181      | 星影 遭到隱瞞的真實                                      | 星影 遭到隱瞞的真實                                      | 武上純希                   | 福田皖                  | 影山楙倫   | Eum lk Hyun                |                     |
| 4月26日        | 182      | 重逢 剩餘的時間                                          | 重逢 剩餘的時間                                          | 武上純希                   | 木下勇喜                | 木下勇喜   | ウクレレ善似郎             |                     |
| 5月3日         | 183      | 星星的光芒更加耀眼                                       | 星星的光芒更加耀眼                                       | 武上純希                   | 木村寛                  | 林隆文     | 森田實                     |                     |
| 5月10日        | 184      | 犬塚牙漫長的一天                                         | 犬塚牙漫長的一天                                         | 廣平虫                     | 剛田隼人                | 久城理音   | 岡野秀彦 津熊健徳          |                     |
| 5月17日        | 185      | 木葉忍者村的傳說 翁巴真的存在                            | 木葉忍者村的傳說 翁巴真的存在                            | 鈴木康之                   | 濁川敦                  | 奥田誠治   | Kim Sang Yeop              |                     |
| 5月24日        | 186      | 笑不停的志乃                                             | 笑不停的志乃                                             | 西園悟                     | 熊谷雅晃                | 佐藤真二   | 岡崎洋美                   |                     |
| 原創篇3        |          |                                                          |                                                          |                            |                         |            |                            |                     |
| 5月31日        | 187      | 開業！木葉搬家中心                                       | 開業！木葉搬家中心                                       | 吉田伸                     | 福田皖                  | 影山楙倫   | Eum lk Hyun                |                     |
| 6月7日         | 188      | 想不透 被盯上的行商小販                                  | 想不透 被盯上的行商小販                                  | 吉田伸                     | 木下勇喜                | 木下勇喜   | 金塚泰彦                   |                     |
| 6月14日        | 189      | 地下水 無窮盡的忍具                                      | 地下水 無窮盡的忍具                                      | 吉田伸                     | 木村寛                  | 林隆文     | 森田實                     |                     |
| 6月21日        | 190      | 白眼已看穿！磁鐵忍者的死角                               | 白眼已看穿！磁鐵忍者的死角                               | 吉田伸                     | 林有紀                  | 新留俊哉   | ウクレレ善似郎             |                     |
| 6月28日        | 191      | 死亡宣告「晴時多雲偶陣雨」                               | 死亡宣告「晴時多雲偶陣雨」                               | 吉田伸                     | 濁川敦                  | 奥田誠治   | Kim Sang Yeob              |                     |
| 7月5日         | 192      | 井野尖叫！豐滿系的天堂                                   | 井野尖叫！豐滿系的天堂                                   | 宮田由佳                   | 福田皖                  | 影山楙倫   | Eum lk Hyun                |                     |
| 7月12日        | 193      | 歡迎踢館的道場！爆炸的青春                               | 歡迎踢館的道場！爆炸的青春                               | 西園悟                     | 剛田隼人                | 新留俊哉   | 岡野秀彦 津熊健徳          |                     |
| 7月19日        | 194      | 怪異 被詛咒的幽靈城                                      | 怪異 被詛咒的幽靈城                                      | 鈴木康之                   | 清水明                  | 十文字景   | 金塚泰彦                   |                     |
| 7月26日        | 195      | 第三個超獸 最大的對手                                    | 第三個超獸 最大的對手                                    | 武上純希                   | 木村寛                  | 佐藤真二   | 森田實                     |                     |
| 8月9日         | 196      | 淚眼衝突！熱血師徒對決                                   | 淚眼衝突！熱血師徒對決                                   | 武上純希                   | 熊谷雅晃                | 熊谷雅晃   | 岡崎洋美                   |                     |
| 8月16日        | 197      | 大危機！木葉11人全員集合                                 | 大危機！木葉11人全員集合                                 | 西園悟                     | 濁川敦                  | 奥田誠治   | Kim Dae Hoon               |                     |
| 8月23日        | 198      | 鳴人的記憶連暗部也投降                                   | 鳴人的記憶連暗部也投降                                   | 西園悟                     | 木下勇喜                | 新留俊哉   | ウクレレ善似郎             |                     |
| 8月30日        | 199      | 沒射中 開始浮現的標靶                                    | 沒射中 開始浮現的標靶                                    | 西園悟                     | 福田皖                  | 影山楙倫   | Eum lk Hyun                |                     |
| 9月13日        | 200      | 積極而且是最強勢的救兵                                   | 積極而且是最強勢的救兵                                   | 西園悟                     | 剛田隼人                | 十文字景   | 堀越久美子 津熊健徳        |                     |
| 9月20日        | 201      | 多重機關 毀滅前的倒數計時                                | 多重機關 毀滅前的倒數計時                                | 西園悟                     | 熨斗谷充孝              | 新留俊哉   | 鈴木伸一                   |                     |
| 9月27日        | 202      | 忍者們的汗與淚的名勝負BEST 5！動畫版也有令人期待的番外編 | 忍者們的汗與淚的名勝負BEST 5！動畫版也有令人期待的番外編 | 宮田由佳                   | 伊達勇登                | 伊達勇登   | 朝井聖子                   |                     |
| 10月5日        | 203      | 紅的決定 被留下來的第8小組                               | 紅的決定 被留下來的第8小組                               | 武上純希                   | 清水明                  | 十文字景   | 金塚泰彦                   | [ 注 13 ] [ 注 14 ] |
| 10月5日        | 204      | 被盯上的八雲 遭到封印的能力                              | 被盯上的八雲 遭到封印的能力                              | 武上純希                   | 木村寛                  | 高柳哲司   | 森田實                     | [ 注 13 ] [ 注 14 ] |
| 10月5日        | 205      | 紅的最高機秘任務～與第三代火影的約定～                   | 紅的最高機秘任務～與第三代火影的約定～                   | 武上純希                   | 熊谷雅晃                | 田中千幸   | 岡崎洋美                   | [ 注 13 ] [ 注 14 ] |
| 10月19日       | 206      | 是幻覺或真實 控制五感的東西                              | 是幻覺或真實 控制五感的東西                              | 武上純希                   | 濁川敦                  | 奥田誠治   | Kim Dae Hoon               |                     |
| 10月26日       | 207      | 應該已遭到封鎖的力量                                     | 應該已遭到封鎖的力量                                     | 武上純希                   | 木下勇喜                | 新留俊哉   | ウクレレ善似郎             |                     |
| 11月2日        | 208      | 貴重之物 花鳥風月的重量                                  | 貴重之物 花鳥風月的重量                                  | 廣平虫                     | 福田皖                  | 影山楙倫   | Eum Ik Hyun                |                     |
| 11月9日        | 209      | 對手是「不忍」                                           | 對手是「不忍」                                           | 鈴木康之                   | 剛田隼人                | 十文字景   | 津熊健徳 堀越久美子        |                     |
| 11月16日       | 210      | 迷惑的森林                                               | 迷惑的森林                                               | 鈴木康之                   | 熨斗谷充孝              | 佐佐木守   | 鈴木伸一                   |                     |
| 11月30日       | 211      | 火焰的記憶                                               | 火焰的記憶                                               | 鈴木康之                   | 清水明                  | 十文字景   | 金塚泰彦                   |                     |
| 12月7日        | 212      | 各自的道路                                               | 各自的道路                                               | 鈴木康之                   | 木村寛                  | 高柳哲司   | 森田實                     |                     |
| 原創篇4        |          |                                                          |                                                          |                            |                         |            |                            |                     |
| 12月14日       | 213      | 失去的記憶                                               | 失去的記憶                                               | 吉田伸                     | 熊谷雅晃                | 十文字景   | 岡野秀彦 拙者五郎          |                     |
| 12月21日       | 214      | 開始浮現的事實                                           | 開始浮現的事實                                           | 吉田伸                     | 濁川敦                  | 濁川敦     | Kim Dae-Hoon               | [ 注 15 ]           |
| 12月21日       | 215      | 不想面對的過去                                           | 不想面對的過去                                           | 吉田伸                     | 木下勇喜                | 新留俊哉   | ウクレレ善似郎             | [ 注 15 ]           |
| 2007年 1月11日 | 216      | 消失的匠 被盯上的守鶴                                    | 消失的匠 被盯上的守鶴                                    | 武上純希                   | 福田皖                  | 影山楙倫   | Eum Ik Hyun                |                     |
| 1月18日        | 217      | 砂的同盟國 木葉忍者                                      | 砂的同盟國 木葉忍者                                      | 鈴木康之                   | 剛田隼人                | 十文字景   | 堀越久美子 津熊健徳        |                     |
| 1月25日        | 218      | 遭到封鎖的砂 水虎的反擊                                  | 遭到封鎖的砂 水虎的反擊                                  | 鈴木康之                   | 岡崎幸男                | 新留俊哉   | 鈴木伸一                   |                     |
| 2月1日         | 219      | 甦醒過來的極致武器                                       | 甦醒過來的極致武器                                       | 武上純希                   | 清水明                  | 十文字景   | 拙者五郎 岡野秀彦          |                     |
| 2月8日         | 220      | 踏上旅程                                                 | 踏上旅程                                                 | 武上純希                   | 木村寛                  | 高柳哲司   | 森田實                     | [ 注 16 ]           |

## 工作人員
- 原作：岸本齊史（集英社「週刊少年Jump」連載）
- 計畫經理：原田孝→岩田圭介→廣部琢之（東京電視台）
- 劇本統籌：隅澤克之（第1集－第132話）→武上純希（第133集－第220話）
- 角色設計：西尾鉄也、鈴木博文
- 設計助理：森山雄治、三好和也、宇佐美皓一、杉藤早百合
- 美術監督：高田茂祝（Studio Wyeth）
- 色彩設計：川見拓也
- 攝影監督：松本敦穂
- 編輯 ：森田清次（森田編輯室）
- 影像編輯：村仲康太郎、岡村裕隆、石川千鶴子（Good Job TOKYO）
- 音樂：増田俊郎 with 六三四Musashi
- 錄音演出：神尾千春
- 音響演出：蝦名恭範（Beeline）
- 音響效果：長谷川卓也（SOUND BOX）
- 録音調整：野口あきら
- 錄音室：樂音舍
- 音響製作：塚田政宏
- 錄音制作：KSS→樂音舍
- 音樂制作/協力：木村唯人、Aniplex、東京電視台音樂
- 背景：Studio Wyeth・Studio LOFT・SEOUL LOFT
- 主製作：平川千輝
- 製作台：廣澤武史→平川千輝
- 文藝：宮田由佳
- 設定製作：宮田由佳→小野隆宏
- 節目宣傳：伊藤淳也→笹原七重→鈴木紀子→石井真知子→内海賢朗（東京電視台）
- 動畫製作人：朴谷直治
- 製作人：具嶋朋子→小林教子（東京電視台）、萩野賢（Studio Pierrot）
- 導演：伊達勇登
- 製作：東京電視台、Studio Pierrot→Studio Pierrot

## 主題曲

### 片頭曲

#### 日語版片頭曲
| 順序 | 集數     | 曲名 | 歌手                     | 作詞           | 作曲              | 編曲                     | 唱片公司           | 發售日         | Oricon最高位 |
| ---- | -------- | ---- | ------------------------ | -------------- | ----------------- | ------------------------ | ------------------ | -------------- | ------------ |
| 1    | 1－25    |      | Hound Dog                | Yukio Matsuo   | Hitoshi Minowa    | Hitoshi Minowa           | Sony Music House   | 2002年11月20日 | 84位         |
| 2    | 26－53   |      | ASIAN KUNG-FU GENERATION | 後藤正文       | 後藤正文          | ASIAN KUNG-FU GENERATION | Ki/oon Records     | 2003年4月23日  | 45位         |
| 3    | 54－77   |      | little by little         | 鈴木哲彦       | 鈴木哲彦&十川知司 | tasuku                   | Sony Music Records | 2003年12月17日 | 6位          |
| 4    | 78－103  |      | FLOW                     | KOHSHI ASAKAWA | TAKESHI ASAKAWA   | FLOW&Seiji Kameda        | Ki/oon Records     | 2004年4月28日  | 6位          |
| 5    | 104－128 |      |                          | 山口隆         | 山口隆            | サンボマスター           | Sony Records       | 2004年12月1日  | 15位         |
| 6    | 129－153 |      | STANCE PUNKS             | TSURU          | TSURU             | STANCE PUNKS             | Dynamord           | 2005年6月8日   | 33位         |
| 7    | 154－178 |      |                          | 西村晉彌       | 西村晉彌          | &上田健司                | SME Records        | 2006年1月1日   | 37位         |
| 8    | 179－202 |      | FLOW                     | KOHSHI ASAKAWA | KOHSHI ASAKAWA    | FLOW&TERASSY             | Ki/oon Records     | 2006年5月31日  | 12位         |
| 9    | 203－220 |      | Hearts Grow              | Hearts Grow    | Hearts Grow       | 蔦谷好位置&百田留衣      | Epic Records       | 2006年12月6日  | 52位         |

#### 粵語版片頭曲
| 香港粵語版本 | 香港粵語版本 | 香港粵語版本 | 香港粵語版本 | 香港粵語版本 | 香港粵語版本    | 香港粵語版本 | 香港粵語版本 | 香港粵語版本 | 香港粵語版本 |
| 順序         | 集數         | 曲名         | 歌手         | 作詞         | 作曲            | 編曲         | 唱片公司     | 發售日       | Oricon最高位 |
| ------------ | ------------ | ------------ | ------------ | ------------ | --------------- | ------------ | ------------ | ------------ | ------------ |
| 1            | 13－52       | 忍者變法     | 胡諾言       | 鄭櫻綸       | 蓑輪單志        |              |              |              |              |
| 2            | 53－158      | 忍舞         | 胡諾言       | 宋沛言       | TAKESHI ASAKAWA |              |              |              |              |

- J2播放時及翡翠台從159集起播映時播回所有日語原曲

### 片尾曲
| 順序 | 集數     | 曲名 | 歌手       | 作詞                  | 作曲           | 編曲           | 唱片公司                      | 發售日         | Oricon最高位 |
| ---- | -------- | ---- | ---------- | --------------------- | -------------- | -------------- | ----------------------------- | -------------- | ------------ |
| 1    | 1－25    |      | Akeboshi   | Akeboshi              | Akeboshi       | Akeboshi       | DA・LEMANS RECORDS            | 2002年8月8日   | 31位         |
| 2    | 26－51   |      | Rythem     | Rythem                | Rythem         | CHOKKAKU       | Sony Music Associated Records | 2003年5月21日  | 29位         |
| 3    | 52－64   |      | 橘子新樂園 | 橘子新樂園            | 橘子新樂園     | 橘子新樂園     | gr8! records                  | 2003年10月22日 | 3位          |
| 4    | 65－77   |      | 雷鼓       | ハル&金田英臣         | ハル           | 雷鼓&本間昭光  | Sony Music Associated Records | 2004年2月18日  | 40位         |
| 5    | 78－89   |      |            | 高木芳基              | 高木芳基       |                | Sony Music Records            | 2004年5月19日  | 22位         |
| 6    | 90－103  |      | TiA        | TiA&Natsumi Kobayashi | TiA&Kei Kawano | Kei Kawano     | Epic Records                  | 2004年8月4日   | 39位         |
| 7    | 104－115 |      |            | 永友聖也              | 永友聖也       |                | Sony Music Associated Records | 2004年11月3日  | 73位         |
| 8    | 116－128 |      |            | 桑原康伸              | 桑原康伸       |                | Sony Records                  | 2005年2月2日   | 28位         |
| 9    | 129－141 |      |            | 小田和奏              | 小田和奏       |                | Sony Music Associated Records | 2005年6月8日   | 40位         |
| 10   | 142－153 |      |            |                       |                |                | Epic Records                  | 2005年8月3日   | 80位         |
| 11   | 154－165 |      | AMADORI    | AMADORI&佐佐木望      | AMADORI        | 田中直         | Epic Records                  | 2005年11月16日 | 100位        |
| 12   | 166－178 |      | CHABA      | 平野一郎              | 平野一郎       | CHABA&屋敷豪太 | Ki/oon Records                | 2006年2月22日  | 67位         |
| 13   | 179－191 |      | Akeboshi   | 井上陽水&Akeboshi     | Akeboshi       | Akeboshi       | Epic Records                  | 2006年4月19日  | 65位         |
| 14   | 192－202 |      |            | tae                   | iCas           |                | TERRY DOLLAR RECORD$          | 2007年5月23日  | 29位         |
| 15   | 203－220 |      | SABOTEN    |                       |                | SABOTEN        | Sony Music Records            | 2006年12月20日 | 60位         |

## 播出時間及電視台
- 日本：動畫版火影忍者在2002年10月3日於東京電視台首播。原本播放時間為星期三的黃金時段（晚上7時27分－7時54分），其後改於星期四的黃金時段（晚上7時30分－7時57分）。2007年2月8日播出第220集後完結。

- 臺灣：動畫版火影忍者在2003年5月31日開始播放。時間為星期日下午六點半，並於華視播放。2004年8月11日53~78話 首播2005年6月5日起第105集 首播

- 香港：動畫版火影忍者在2004年8月29日於無綫電視收費頻道開始播映[4]。只播放到104集。2007年2月4日於香港無綫電視開始播放。播至52話後停播。2008年1月26日起續播，播放時段為星期日晚00:15－01:15。現由2010年10月8日起於無綫電視数码頻道J2繼續播放，目前為火影忍者疾風傳。播放時段為逢星期一至四晚22:00一22:30。2011年7月起，無線電視在翡翠台續播由158話停播的之後集數，播放時段為星期二至六凌晨01:25－02:25。香港Animax亦於2016年1月7日起首播火影忍者。
- 中国大陆：动画版火影忍者在2004年在某些地方电视台播出，均为台湾电视台制作的国语版，例如星空卫视放送了三季。CCTV-6播放的电影版配音为CCTV-6配音，江西电视台播放的配音为辽艺版本。

- 日本

| 東京電視台 星期四 18:30 | 東京電視台 星期四 18:30            | 東京電視台 星期四 18:30 |
| ----------------------- | ---------------------------------- | ----------------------- |
|                         | 火影忍者 （2002年10月－2003年3月） |                         |
|                         | 天使怪盜                           |                         |
| 東京電視台 星期三 19:27 |                                    |                         |
| 棋靈王                  | 火影忍者 （2003年4月－2006年9月）  | BLEACH死神              |
| 東京電視台 星期四 19:30 |                                    |                         |
|                         | 火影忍者 （2006年10月－2007年2月） | 火影忍者疾風傳          |

- 臺灣

| 華視 星期六 18:30-19:00 | 華視 星期六 18:30-19:00                             | 華視 星期六 18:30-19:00 |
| ----------------------- | --------------------------------------------------- | ----------------------- |
|                         | 火影忍者 第1－52集 （2003年5月31日－2004年5月29日） |                         |
| 隋唐英雄傳              | 洛克人                                              |                         |

- 香港

| 翡翠台 星期日 00:15－01:15                                   | 翡翠台 星期日 00:15－01:15                           | 翡翠台 星期日 00:15－01:15                      |
| ------------------------------------------------------------ | ---------------------------------------------------- | ----------------------------------------------- |
|                                                              | 火影忍者 第1－52集 （2007年2月4日－8月12日）         |                                                 |
| 聖鬥士星矢冥王十二宮篇 （2006年12月24日－2007年1月28日）     | 死亡筆記 （2007年8月19日－12月30日）                 |                                                 |
| 翡翠台 星期日 00:15－01:15                                   |                                                      |                                                 |
| 鴉 （2008年1月6日－1月20日）                                 | 火影忍者 第53－96集 （2008年1月27日－8月3日）        | 北京奧運 今日焦點 （2008年8月10日－8月24日）    |
| 翡翠台 星期日 00:15－01:!5                                   |                                                      |                                                 |
| —                                                            | 火影忍者 第97－158集 （2008年9月7日－2009年4月19日） | 鋼之鍊金術師FA （2009年4月26日－2010年7月25日） |
| J2 星期一至五 21:30－22:00                                   |                                                      |                                                 |
| 機動戰士00                                                   | 火影忍者 第1－101集 （2009年7月15日－12月3日）       | 銀魂第一季                                      |
| J2 星期一至五21:30－22:00                                    |                                                      |                                                 |
| 銀魂第一季                                                   | 火影忍者 第102－158集 （2010年2月13日－5月6日）      | 叛逆的魯魯修（第一季）                          |
| J2 星期一至四 22:00－22:30                                   |                                                      |                                                 |
| 漂靈（第163－167集）                                         | 火影忍者 第159－220集 （2010年8月23日－12月7日）     | 火影忍者疾風傳 (第1－196集）                    |
| 翡翠台 星期二至六 01:25－02:25 8月19日－8月20日 01:25－02:50 |                                                      |                                                 |
| 新增動畫時段                                                 | 火影忍者 第159－220集 （2011年7月12日－8月20日）     | 天龍八部之虛竹傳奇 【動畫時段取消】             |

| Animax 星期一至五 21:00－21:30 節目   | Animax 星期一至五 21:00－21:30 節目             | Animax 星期一至五 21:00－21:30 節目 |
| ------------------------------------- | ----------------------------------------------- | ----------------------------------- |
|                                       | 火影忍者 第105－220集 （2016年1月7日－6月16日） |                                     |
| 少年好萊塢 -HOLLY STAGE FOR 49- 第1季 | 魔導少年 重播                                   |                                     |

- 中国大陆

| 江西電視台公共頻道 星期一至日12:30 2月27日-6月19日12:30 | 江西電視台公共頻道 星期一至日12:30 2月27日-6月19日12:30 | 江西電視台公共頻道 星期一至日12:30 2月27日-6月19日12:30 |
| ------------------------------------------------------- | ------------------------------------------------------- | ------------------------------------------------------- |
|                                                         | 火影忍者 第1－112集 （2006年2月27日－6月19日）          |                                                         |
| 灌籃高手                                                | 犬夜叉                                                  |                                                         |

## 劇場版
- 火影忍者劇場版：大活劇！雪姬忍法帖！！（2004年）
- 火影忍者劇場版：大激突！幻之地底遺跡（2005年）
- 火影忍者劇場版：大興奮！新月島之動物大騷動（2006年）

## 外部連結
- （日語）テレビ東京内公式サイト （页面存档备份，存于）
- 在Netflix上觀看《火影忍者》